# Palestra, Olimpija
Palestra v Olimpiji je antična zgradba v Olimpiji, v Grčiji, v okviru gimnazije v svetišču. Je šestinšestdeset metrska kvadratna zgradba, ki datira v konec 3. oziroma začetek 2. stoletja pred našim štetjem.
Palestra je bila v antični Grčiji namenjena usposabljanju rokoborcev in drugih športnikov.

## Arhitektura
Palestra je natančno orientirana na kardinalne točke in je zelo simetrična v tlorisu. Kot vse palestre, je palestra pri Olimpiji osredotočen na veliko dvorišče, posuto s peskom za uporabo površina za boks ali rokoborbo. Ob vseh štirih straneh palestre so sobe odprte v portik.
V zgradbo se vstopa na južni strani preko dveh ločenih vhodov, vsak s korintskimi stebri distyle in antis, torej takoj vzpostavljena simetrija v okviru tlorisa strukture. Vhod je odprt v s klopmi opremljeno preddverje, ki vodi do predsob, ki se odpirajo neposredno na južni portik. Med dvema predsobama je dolga, plitva dvorana obložena s klopmi in jonskimi stebri. Ta dvorana je opredeljena kot apodyterion ali garderoba, prostor, ki mora biti blizu glavnega vhoda in prostor za športnike in srečevanje prijateljev. Neposredno nasproti apodyteriona, vzdolž severne strani palestre, je ephebion ali klubska soba. Ta velika kolonadna dvorana je globlja od apodyteriona vendar ne teče po celotni dolžini dvorišča. Celotna severna stran palestre ima poglobljene sobe, katerih funkcija, po Vitruviju, je ponuditi zavetje pred soncem. Tudi na severni strani objekta je vhod, ki vodi neposredno v preostali dele sosednje gimnazije. Prostor, v severovzhodnem kotu palestre naj bi bila kopalnica. Prostor obložen z opeko, kvadrat  s stranico 4 m in 1,38 metra globok, je rezervoar datiran v rimsko obdobje.
Nenavadna značilnost palestre je 24,20 x 5,44 metra dolg betonski tlak na severni strani dvorišča, ki je oblikovan z izmeničnimi pasovi rebrastih in gladkih ploščic, ki urejene ustvarjajo neprekinjene grebene. To je bilo verjetno nekakšno kegljišče, kot je podoben tlak znan iz Pomejev, za igranje s težkimi kamnitimi kroglami.
Nemogoče je reči, čemu so služili drugi prostori s portiki. Ker Olimpija ni imela stalnega prebivalstva, palestra in gimnazija nista imeli prostorov za predavanja ali intelektualni diskurz in so bili ti uporabljeni predvsem tekmovalce tempeljskih iger. V šestih sobah najdemo kamnite klopi, ki so jih zagotovo uporabljali športniki in gledalci in ne intelektualci. Med neznane sobe v palestri so prostori, podobni elaiothesion ali oljarna, konisterion ali opraševalna soba, prostor za shranjevanje športnih rekvizitov in nekaj sphairisteria, sobe ali odprta igrišča za igro z žogo.